# Sutter's Fort State Historic Park

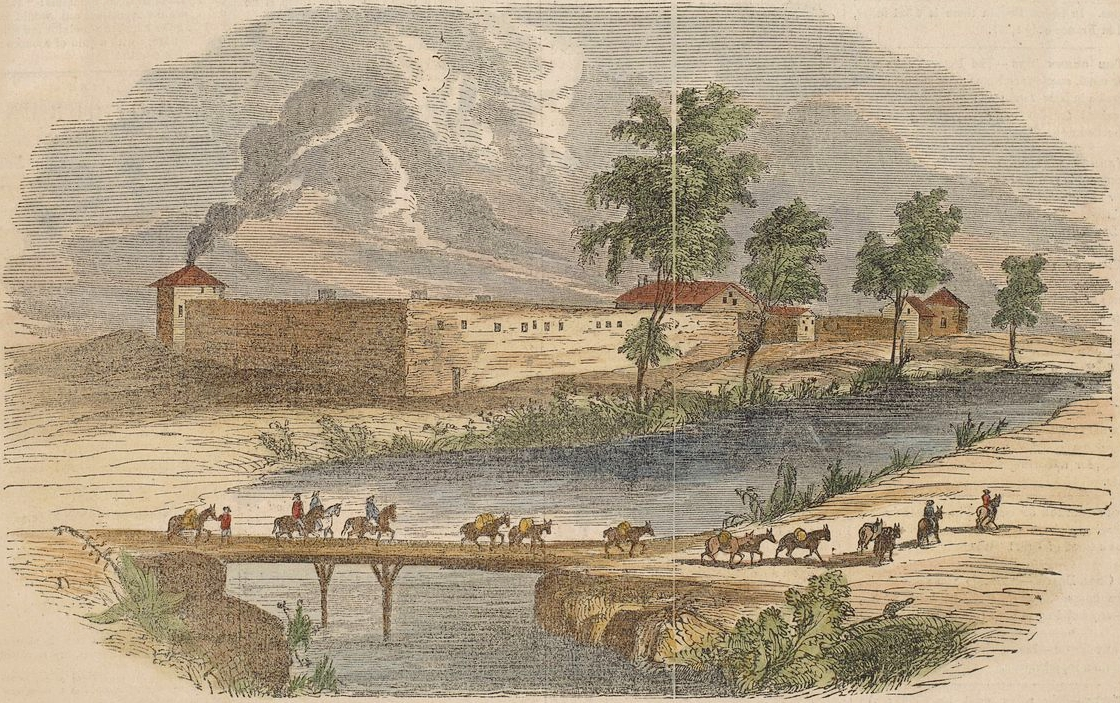
Tekening van Sutter's Fort uit de jaren 1840

Sutter's Fort State Historic Park is een National Historic Landmark en historisch staatspark van Californië in de hoofdstad Sacramento waartoe Sutter's Fort en het California State Indian Museum behoren. Het staatspark ligt in midtown Sacramento, ten westen van de Interstate 80.

## Geschiedenis
In 1839 bouwde de Zwitserse migrant John Sutter een fort genaamd New Helvetia in de Central Valley van Californië, dat het hart werd van een landbouw- en handelskolonie. Sutter's Fort was de eerste niet-indiaanse gemeenschap in de vallei. Het fort wordt tegenwoordig geassocieerd met de geschiedenis van de Donner Party (een groep pioniers die vast kwam te zitten in de Sierra Nevada), de Californische goldrush (die op gang kwam toen er goud gevonden werd in John Sutters zaagmolen) en de geboorte van de stad Sacramento. Daarnaast diende het fort als een van de laatste haltes op de California en Siskiyou Trails.
Het fort werd verlaten toen er in 1848 goud werd gevonden nabij Sutters zaagmolen in Coloma. Het oorspronkelijke adobe bouwwerk werd in 1893 hersteld en aan de staat Californië geschonken. Sinds 1947 wordt het uitgebaat door de California State Parks.